# かじき座
かじき座（かじきざ、Dorado）は、現代の88星座の1つ。16世紀末に考案された新しい星座で、元々モチーフとされた魚は「シイラ (英: mahi-mahi, dolphinfish)」であったが、のちにカジキ (英: swordfish) の星座と見なされるようになった。南天の有名な銀河大マゼラン雲は、この星座とテーブルさん座の境界上に位置している。日本国内からは最南端の沖ノ鳥島でようやく星座の全域を見ることができる。北海道のほぼ全域で一部すら見ることができない。

## 主な天体
3等星が1つ、あとは4等星以下と特に目立つ恒星はないが、南端で接するテーブルさん座との境に位置する大マゼラン雲は肉眼でも見ることができる。1987年2月、大マゼラン雲内に超新星SN 1987Aが出現し、多波長の電磁波やニュートリノで観測された。
かじき座には「黄道南極」すなわち赤経 6h 00m 00s、赤緯−66° 34′ 00″の点がある。6等星のη1星が近いが、黄道北極のキャッツアイ星雲のように目立つ天体はない。

### 恒星
固有名のある恒星はなかったが、2019年に国際天文学連合 (IAU) が実施したキャンペーンで、1つの恒星とその星を回る太陽系外惑星に固有名が付けられた。
- WASP-62：見かけの明るさ10.21等の爆発型変光星[5]。国際天文学連合の100周年記念行事「IAU100 NameExoWorlds」で南アフリカ共和国に命名権が与えられ、主星はNaledi、太陽系外惑星はKrotoaと命名された[6]。

そのほか、以下の恒星が知られている。
- α星：見かけの明るさ3.28等のB型巨星で、3等星[7]。かじき座で最も明るく見える恒星。変光星としては回転変光星の分類の1つ「りょうけん座α2型変光星 (ACV)」に分類されており、約2.95日の周期で3.26等から3.30等まで0.04等級の振幅で変光する[8]。
- β星：見かけの明るさ3.76等の超巨星で、4等星[9]。変光星としては脈動変光星の分類の1つ「古典的セファイド (英: Classical Cepheid Variable, DCEP)」に分類されており、約9.8426日の周期で3.46等から4.08等まで0.62等級の振幅で変光する[10]。
- γ星：見かけの明るさ4.20等のF型主系列星で、4等星[11]。脈動変光星の分類の1つ「かじき座γ型変光星 (GDOR)」のプロトタイプとされており[12]、約0.757日の周期で4.20等から4.28等まで0.08等級の振幅で変光する[13]。
- R星：漸近巨星分枝 (英: asymptotic giant branch, AGB) の段階にある赤色巨星[14]。変光星としては脈動変光星の分類の1つ「半規則型変光星 (英: semiregular variable)」のSRB型に分類されており、約338日の周期で4.8等から6.6等まで1.8等級の振幅で変光する[15]。Vバンドでの見かけの明るさは5等級前後だが、赤外線波長では-2.7等から-3.3等とベテルギウスやアンタレスに匹敵する明るさとなる[14]。その視直径は0.057±0.005秒と、地球から最も大きく見える恒星の1つである[16][17]。
- S星：大マゼラン雲の中にある散開星団NGC 1901に属する青色超巨星[18]。爆発型変光星の分類の1つ「かじき座S型変光星 (英: luminous blue variables, LBV)」のプロトタイプとされる[12]。
- AB星：見かけの明るさ6.999等の7等星[19]。「かじき座AB運動星団」を代表する星。おうし座T型の前主系列星の主星A、赤色矮星のBa・Bb[20]、C[21]からなる四重星系であると考えられている。
- HE 0437-5439：天の川銀河の脱出速度を上回る速さで運動する超高速度星。見かけの等級は16.3等と暗く、肉眼で見ることはできない。
- RMC 136a1：大マゼラン雲の「かじき座30」と呼ばれるHII領域の中心にある散開星団NGC 2070の中心核となっている超星団「RMC136」で最大級の恒星。スペクトル型WN5hのウォルフ・ライエ星[22]で、既知の恒星では最大級の、太陽の約200倍の質量と約4700万倍の光度を持つとされる[23]。
- SN 1987A：1987年2月に大マゼラン雲内に出現した超新星。日本のカミオカンデやアメリカのIMBなどの水チェレンコフ検出器でこの超新星爆発で生じたニュートリノが検出された。これは史上初めての超新星爆発由来のニュートリノ検出事例となり、2002年の小柴昌俊のノーベル物理学賞に繋がった[24]。

- チリ ラ・シヤ天文台にある欧州南天天文台 (ESO) の新技術望遠鏡で撮像されたかじき座R星。
- SN 1987A出現20周年を記念してハッブル宇宙望遠鏡によって撮像されたSN 1987Aの超新星残骸。爆発の約2万年前に放出された物質が作るリングに超新星爆発で放出された物質の衝撃波がぶつかってリングを光らせている。

### 星団・星雲・銀河
大マゼラン雲の大部分はこの星座の領域にある。大マゼラン雲の中には大規模な星形成領域が存在しており、中でも「かじき座30  (英: 30 Dor)」と呼ばれるHII領域は、局所銀河群の中でも最も活発な星形成領域とされる。
- 大マゼラン雲：太陽系から約16万3000 光年の距離にある不規則銀河で、天の川銀河の伴銀河[26]。
  - 30 Dor：大マゼラン雲中心の棒状構造の東に見える大質量星形成領域[24]。領域内にある輝線星雲は通称「タランチュラ星雲」と呼ばれる[27]。
  - NGC 2070：30 Dor cluster とも呼ばれる、タランチュラ星雲の中にある散開星団[28]。多数の大質量星が存在する。
  - RMC 136：NGC 2070の中心部にある、O3型星以上の大質量星を複数個含む超星団[25]。約500万年前から約100万年前まで生じた星形成により[25]、太陽の100倍以上の質量を持つ大質量星が生まれたとされる[29]。

- 不規則銀河大マゼラン雲。棒状構造の左上の赤く明るい部分が大質量星生成領域 30 Dor。
- チリ ラ・シヤ天文台のESO 1.5mデンマーク望遠鏡で撮像されたタランチュラ星雲。
- チリ パラナル天文台の超大型望遠鏡VLTが撮像した、大マゼラン雲の星形成領域30 Dorの中心にある超星団RMC136の画像。中央で一際明るく写っているのがウォルフ・ライエ星RMC 136a1。

## 由来と歴史

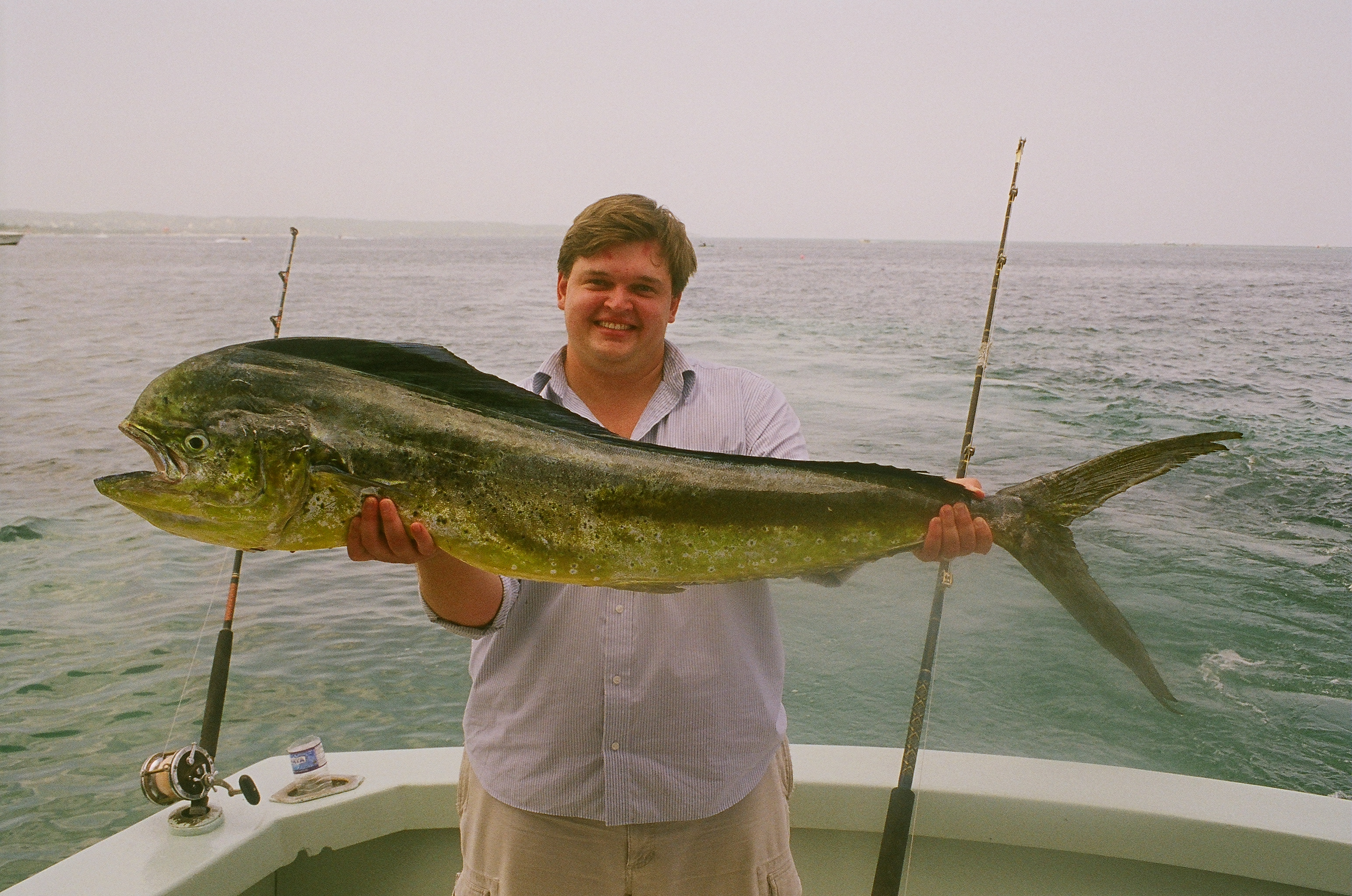
かじき座本来のモチーフとされたシイラ（メス）。

かじき座は、1603年にドイツの法律家ヨハン・バイエルが出版した星図『ウラノメトリア』で世に知られるようになったためバイエルが新たに設定した星座と誤解されることがあるが、実際は1598年にフランドル生まれのオランダの天文学者ペトルス・プランシウスが、オランダの航海士ペーテル・ケイセルとフレデリック・デ・ハウトマンが1595年から1597年にかけての東インド航海で残した観測記録を元に、オランダの天文学者ヨドクス・ホンディウスと協力して製作した天球儀に、翼のある魚を追う Dorado という魚の姿を描いたことに始まる。そのため近年はケイセルとデ・ハウトマンが考案した星座とされている。
星座名の Dorado は、本来カジキではなく「シイラ（学名：Coryphaena hippurus）」を指す言葉である。これは、シイラが陸揚げされると金色に輝いて見えることから、スペイン語で「金」を意味する言葉から名付けられたものである。バイエルの『ウラノメトリア』の星図でも、シイラがトビウオを追い掛ける姿と Dorado という星座名が描かれている。オランダの天文学者・地図製作者のウィレム・ブラウもまた、1602年と1603年に製作した天球儀に Dorado という名称の魚の星座絵を描いている。ブラウは、1602年製作の天球儀でこそ種類のわからない魚の姿を描いているが、第2回東インド航海から帰還したデ・ハウトマンから受領した観測記録を元に製作した1603年作の天球儀には、より写実的なシイラの姿を描いている。
ウィレム・ブラウ製作の天球儀に描かれた Dorado。
- 1602年作の天球儀に描かれた Dorado。Avis Volucris なる謎の鳥（のちのとびうお座）を追う正体不明の魚が描かれている。
- 1603年作の天球儀に描かれた Dorado。Piscis Volucris（とびうお座）を追うシイラの姿が写実的に描かれている。

シイラの星座として作られた Dorado であったが、考案されてから四半世紀を経ると、これをカジキの星座と見なす動きが見られた。ドイツの天文学者ヤコブス・バルチウスは、1624年に出版した天文書『Usus astronomicus planisphaerii stellati』でこの星座を黄金の魚 Dorado として紹介するとともに、ラテン語でカジキを意味する Xiphias や Gladius という別名も紹介した。また、バルチウスの義父ヨハネス・ケプラーが1627年に出版した天文書『ルドルフ表』に収録されたバルチウス作の南天星表では、Dorado と Xiphias が併記された。
こうして、この魚の星座には200年近くにわたって星座名とモチーフにまつわる混乱が続くこととなる。17世紀後半の、イギリスの天文学者エドモンド・ハリーは、1679年に出版した『南天星表 (Catalogus Stellarum Australium)』では Dorado と Xiphias を併記していたが、前年の1678年に出版した星図では口吻の長い魚を描いて、星座名を Xiphias としていた。ポーランド生まれの天文学者ヨハネス・ヘヴェリウスも、彼の死後1690年に出版された『Prodromus Astronomiae』で、Dorado と Xiphias を併記したが、ハリーと同じく星図上では口吻の長い魚を描いて、星座名を Xiphias とした。これとは逆に、18世紀フランスの天文学者ニコラ＝ルイ・ド・ラカイユは、彼の死後の1763年に刊行された天文書『Coelum australe stelliferum』の星図で、Dorado という星座名を用い、口吻の長くない魚の姿を描いた。また一方、19世紀初めの1801年にドイツの天文学者ヨハン・ボーデが刊行した天文書『ウラノグラフィア』では Xiphias の名前で口吻の長い姿が描かれていた。
17-19世紀の星図に描かれた Dorado または Xiphias。
- ヨハン・バイエル『ウラノメトリア』（1603年）に描かれた Dorado と Piscis Volans（とびうお座）。
- エドモンド・ハリー作の星図（1678年）に描かれたXiphiasとPiscis Volans。
- ヨハネス・ヘヴェリウス『Prodromus Astronomiae』（1690年）に描かれたXiphiasとPiscis Volans。
- ニコラ＝ルイ・ド・ラカイユ『Coelum australe stelliferum』（1763年）に描かれたDorado。
- ヨハン・ボーデ『ウラノグラフィア』（1801年）に描かれた Xiphias。

これら星座名の混乱は、イギリスの天文学者フランシス・ベイリーが1844年に編纂し、彼の死後翌年の1845年に刊行された『BAC星表 (The Catalogue of Stars of the British Association for the Advancement of Science)』や、1879年にアメリカの天文学者ベンジャミン・グールドが刊行した『Uranometria Argentina』で Dorado が採用されたことで収拾が付けられた。しかしモチーフについては誤解が残ったようで、アメリカのアマチュア博物家リチャード・ヒンクリー・アレンは1899年の著書『Star Names - Their Lore and Meaning』の中で、Dorado はシイラであって愛玩用の金魚ではないこと、19世紀末当時の星座案内では誤って他の魚がモチーフであると説明されていることなどを紹介していた。
1922年5月にローマで開催されたIAUの設立総会で現行の88星座が定められた際にそのうちの1つとして選定され、星座名は Dorado、略称は Dor と正式に定められた。しかし、21世紀現在でもIAUによる星座の説明はシイラではなくカジキ (swordfish) となっており、モチーフとされた魚についての混乱は続いている。新しい星座のため星座にまつわる神話や伝承はない。
この星座に付けられたギリシア文字の符号は、バイエルが付けたいわゆる「バイエル符号」ではなく、ラカイユによって付けられたものである。ラカイユは、自身が考案した14星座のほか、バイエルが符号をつけていなかった南天の星座にギリシア文字の符号を付しており、かじき座の星々にもαからπまでの符号を付した。ただし、ι・ξ・οの3つはなぜか使われなかった。ラカイユが付した符号は、のちにベイリーが編纂した『BAC星表』に全面的に引き継がれ、さらにグールドの『Uranometria Argentina』でμが外されたため、現在はι・μ・ξ・οが欠番となっている。

### 中国
現在のかじき座の領域は、中国の歴代王朝の版図からはほとんど見ることができなかったため、三垣や二十八宿には含まれなかった。この領域の星々が初めて記されたのは明代末期の1631年から1635年にかけてイエズス会士アダム・シャールや徐光啓らにより編纂された天文書『崇禎暦書』であった。この頃、明の首都北京の天文台にはバイエルの『ウラノメトリア』が2冊あり、南天の新たな星官は『ウラノメトリア』に描かれた新星座をほとんどそのまま取り入れたものとなっている。これらの星座は、ドイツ人宣教師イグナーツ・ケーグラー（戴進賢）らが編纂し、清朝乾隆帝治世の1752年に完成・奏進された星表『欽定儀象考成』にそのまま取り入れられており、かじき座の星は「金魚」という星官に配されていた。

## 呼称と方言
日本では明治末期には「旗魚」という訳語が充てられていた。これは、1910年（明治43年）2月に刊行された日本天文学会の会誌『天文月報』の第2巻11号に掲載された、星座の訳名が改訂されたことを伝える「星座名」という記事で確認できる。この訳名は、1925年（大正14年）に初版が刊行された『理科年表』にも「旗魚（かぢき）」として引き継がれ、1944年（昭和19年）に学術研究会議によって天文学用語が改定された際も変更されなかった。戦後の1952年（昭和27年）7月に日本天文学会が「星座名はひらがなまたはカタカナで表記する」とした際に、Dorado の日本語名は「かじき」と改定された。この改定以降は「かじき」が星座名として継続して用いられている。
現代の中国では、剣魚座（中: 劍魚座）と呼ばれている。